# Parcul din Kardamîceve
Kardamîceve (în ucraineană Кардамичівський парк) este un parc și monument al naturii de tip peisagistic de importanță locală din raionul Rozdilna (Grosu), regiunea Odesa (Ucraina), situat la marginea satului omonim. Anterior, parcul era proprietate privată, iar în prezent este administrat de întreprinderea de stat silvicultura „Velîka Mîhailivka”, parcela 75.
Suprafața ariei protejate constituie 49 sw hectare, fiind creată în a doua jumătate a secolului XIX. Peste 50 de specii de arbori și arbuști cresc aici. Parcul are zone de recreere, foișoare bine echipate, standuri de informare. Aici crește un stejar bătrân imens, iar la o distanță de jumătate de kilometru de stejar, se află un izvor.  

## Galerie de imagini

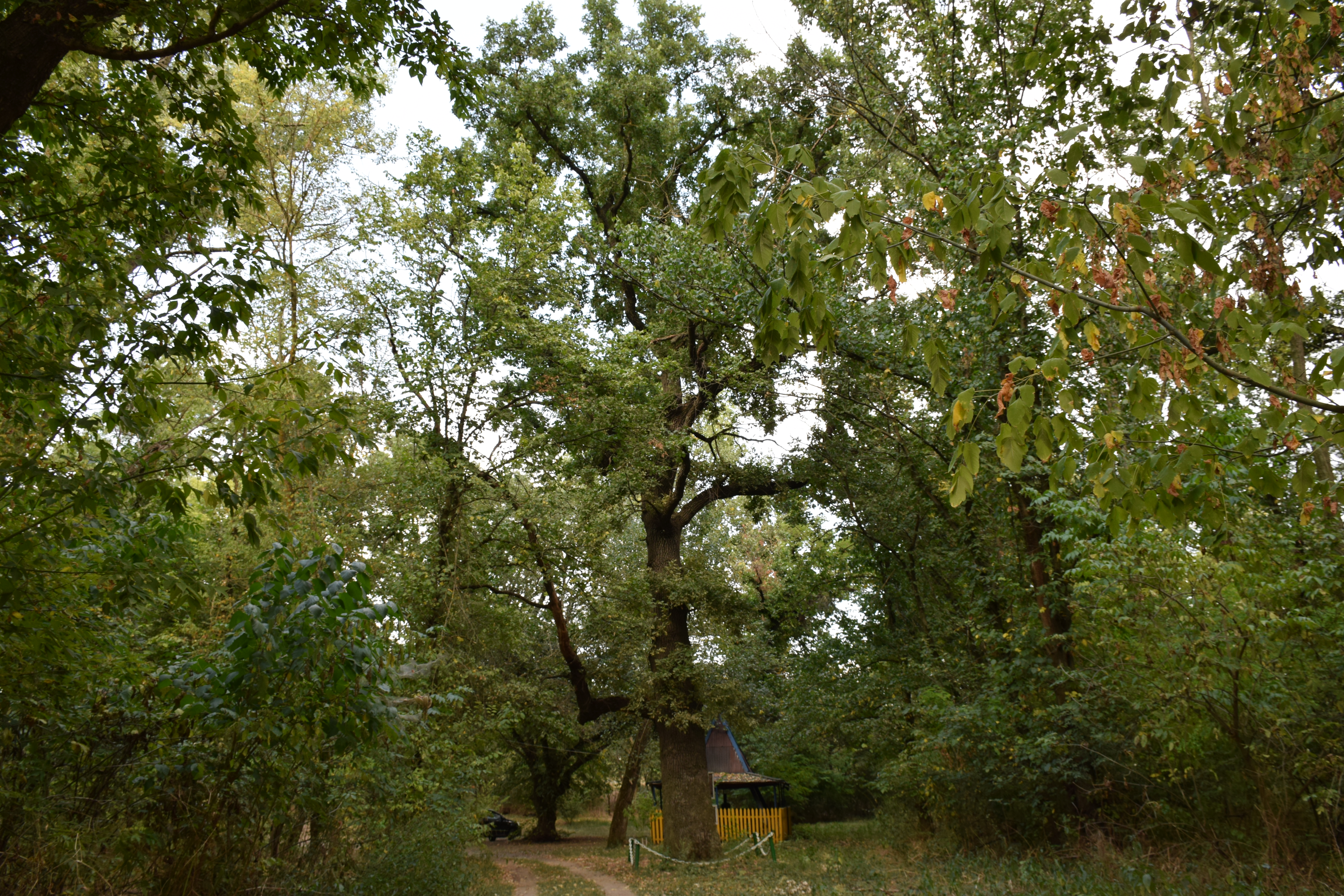
Stejar bătrân
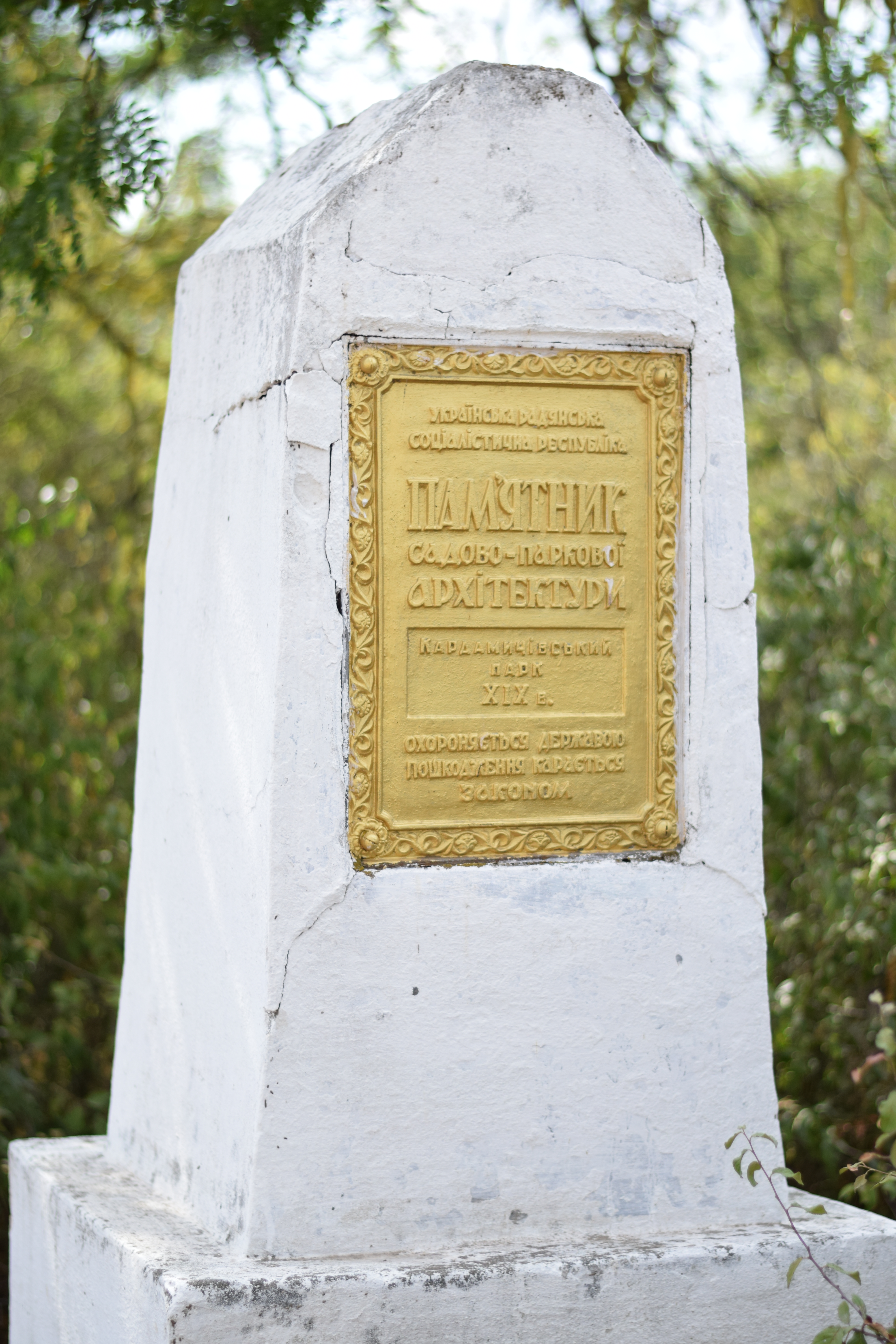
Panou informativ.
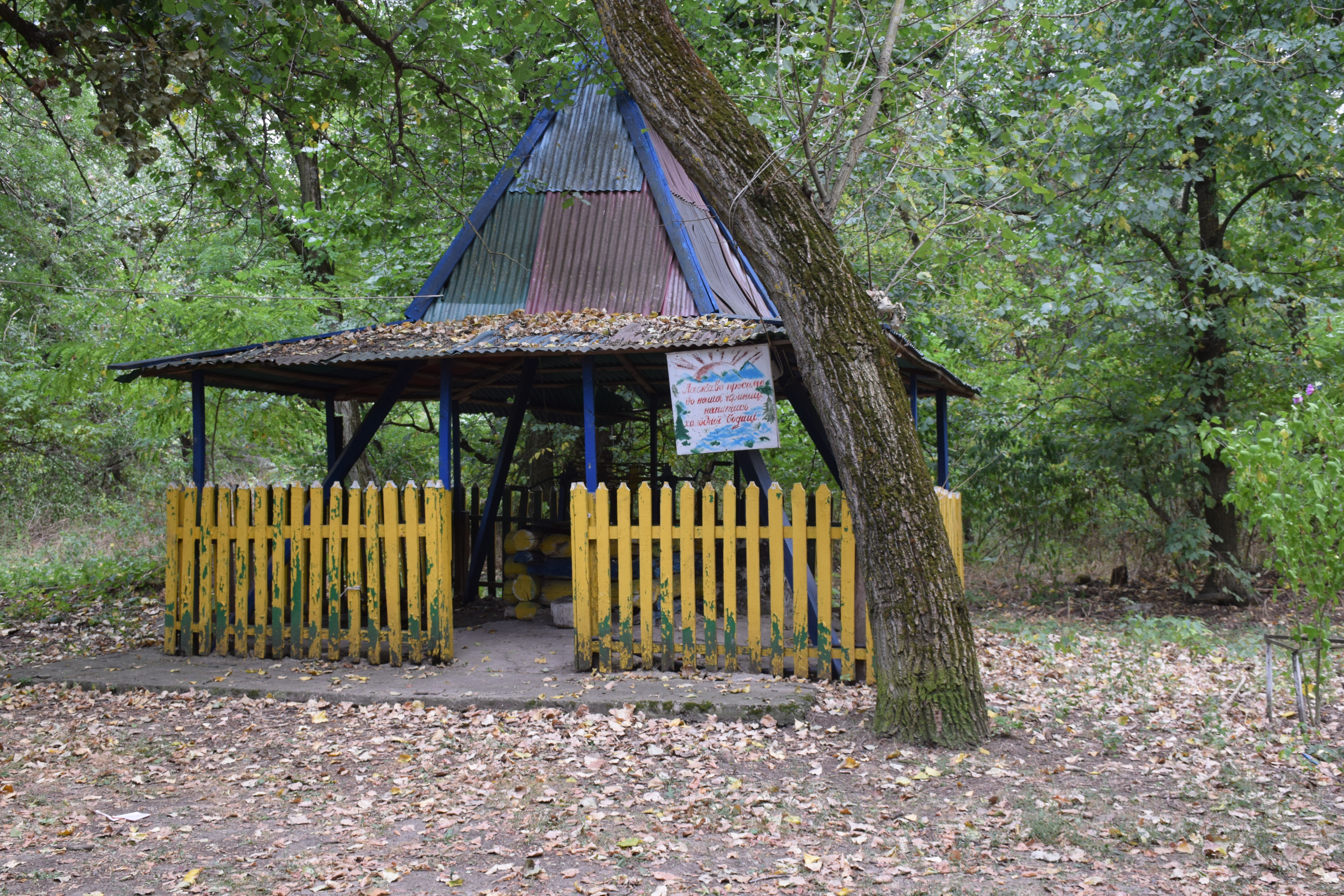
Foișor.
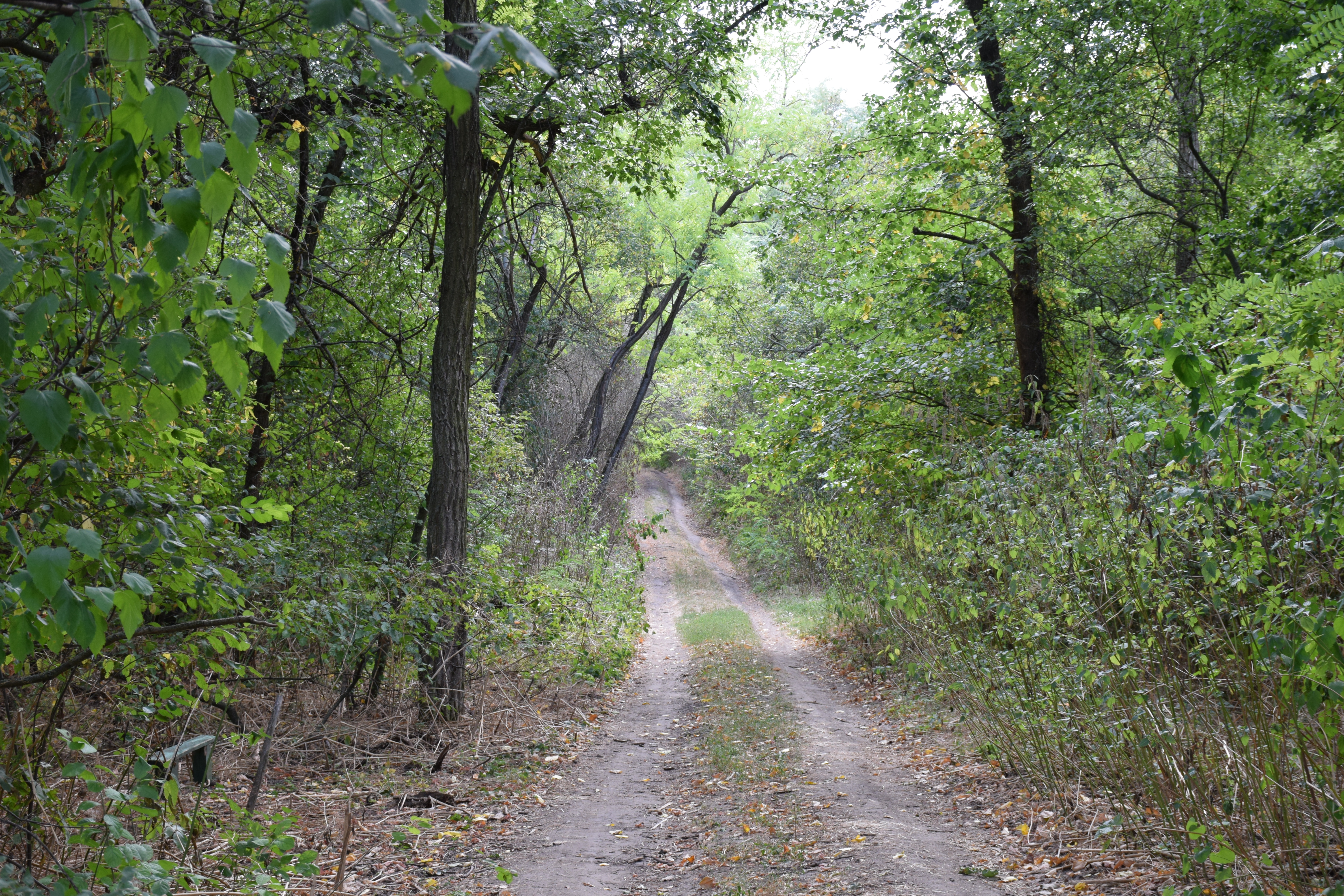
Traseu prin parc.
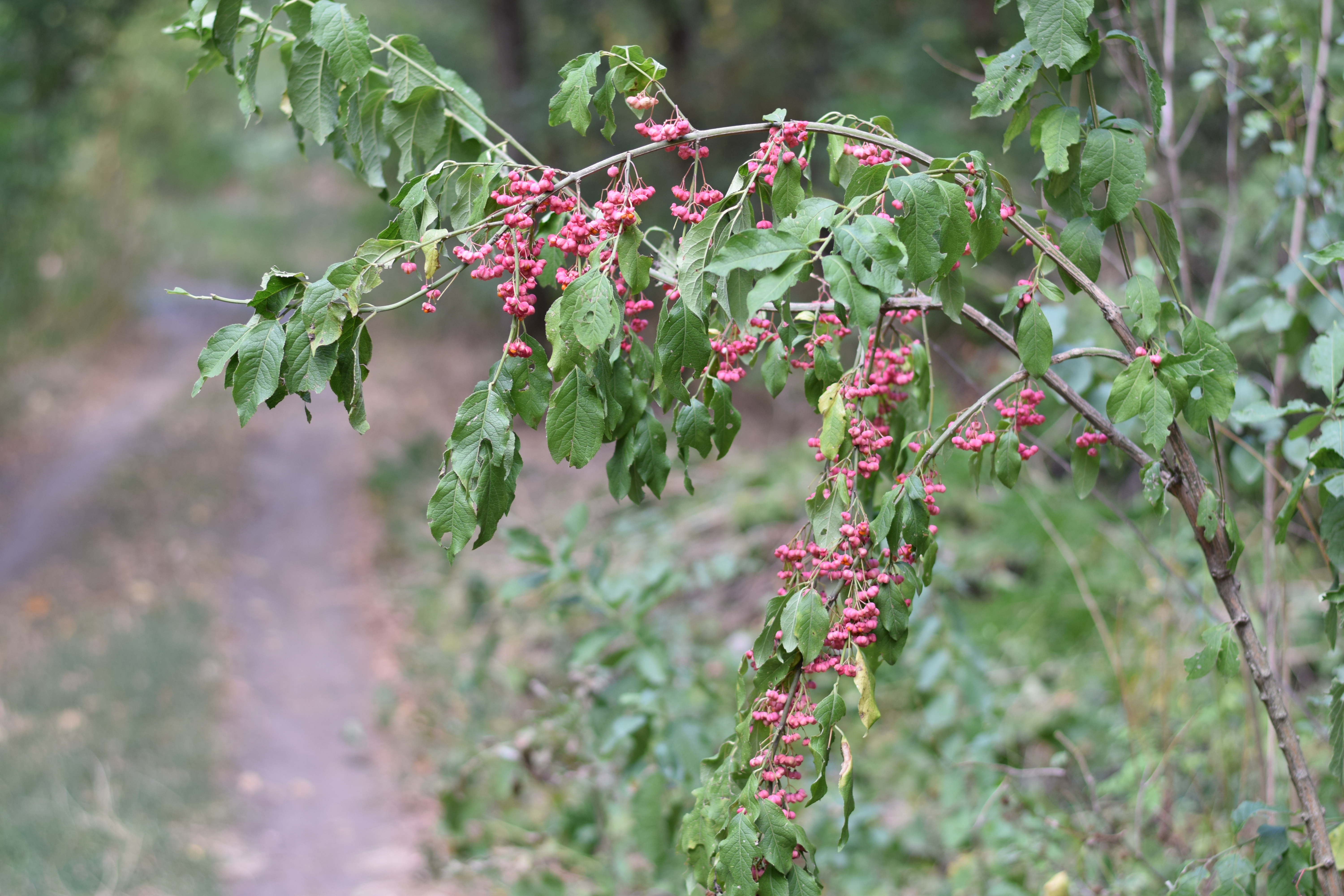
Afine.
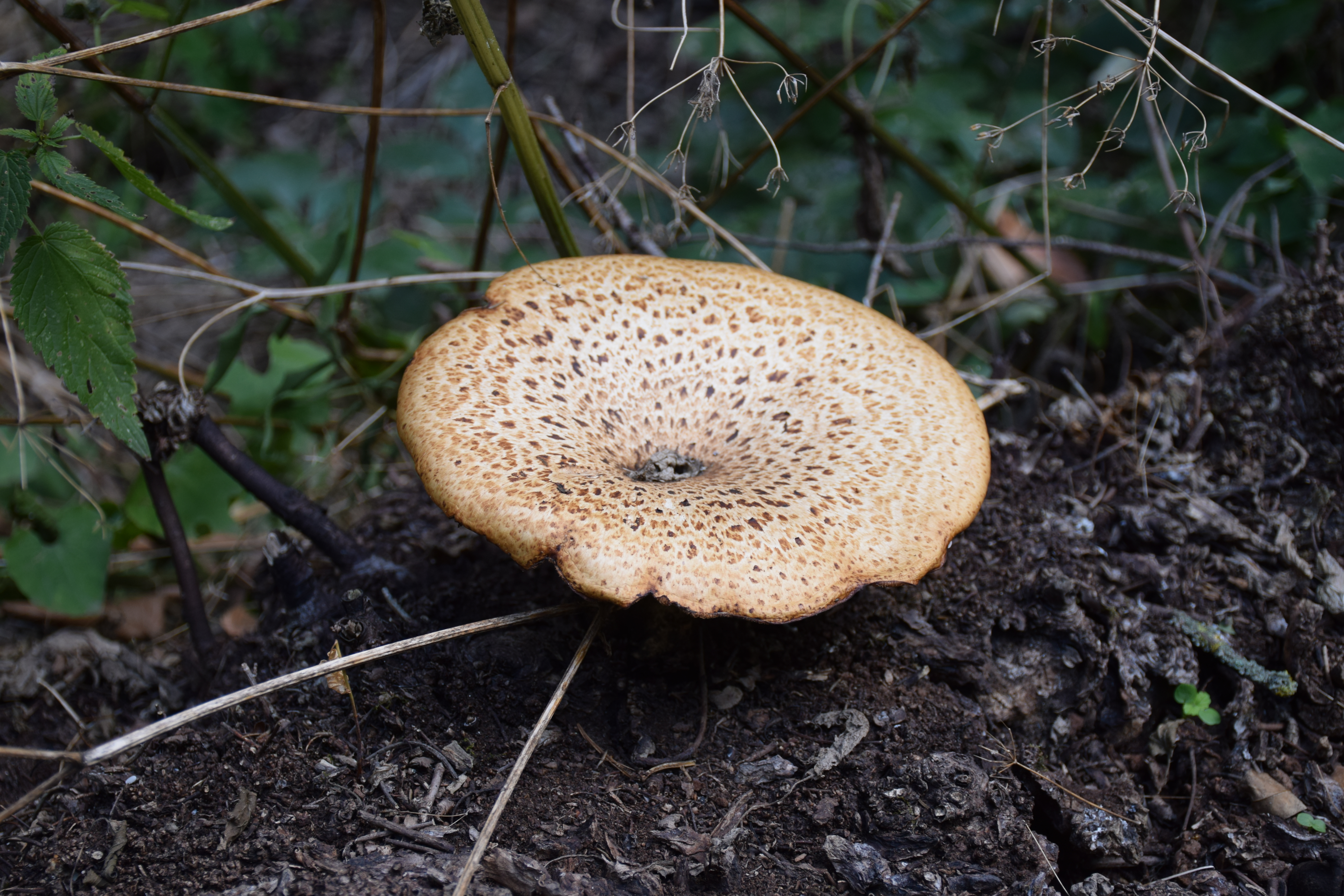
Păstrăv de nuc.
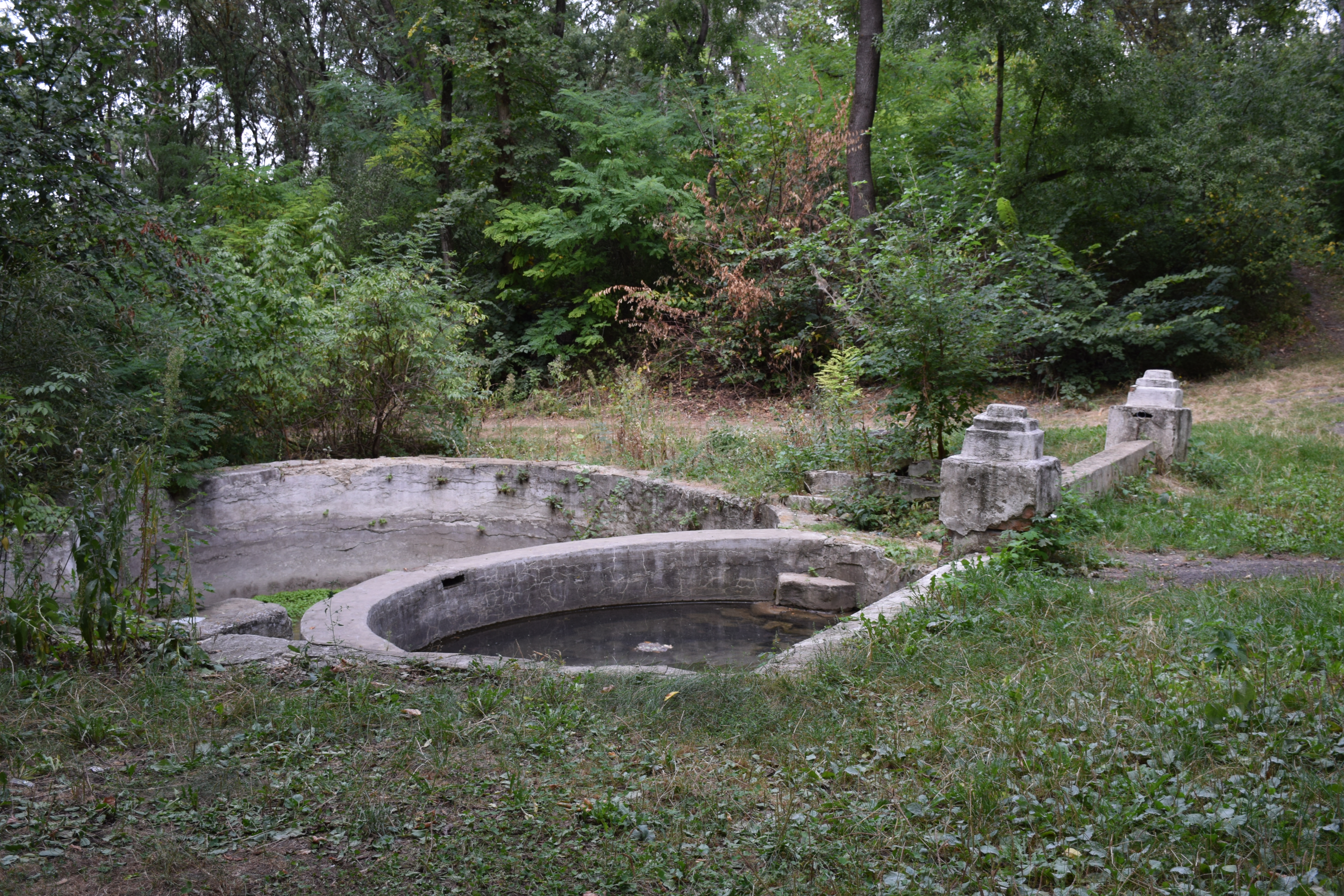
Bazin vechi.
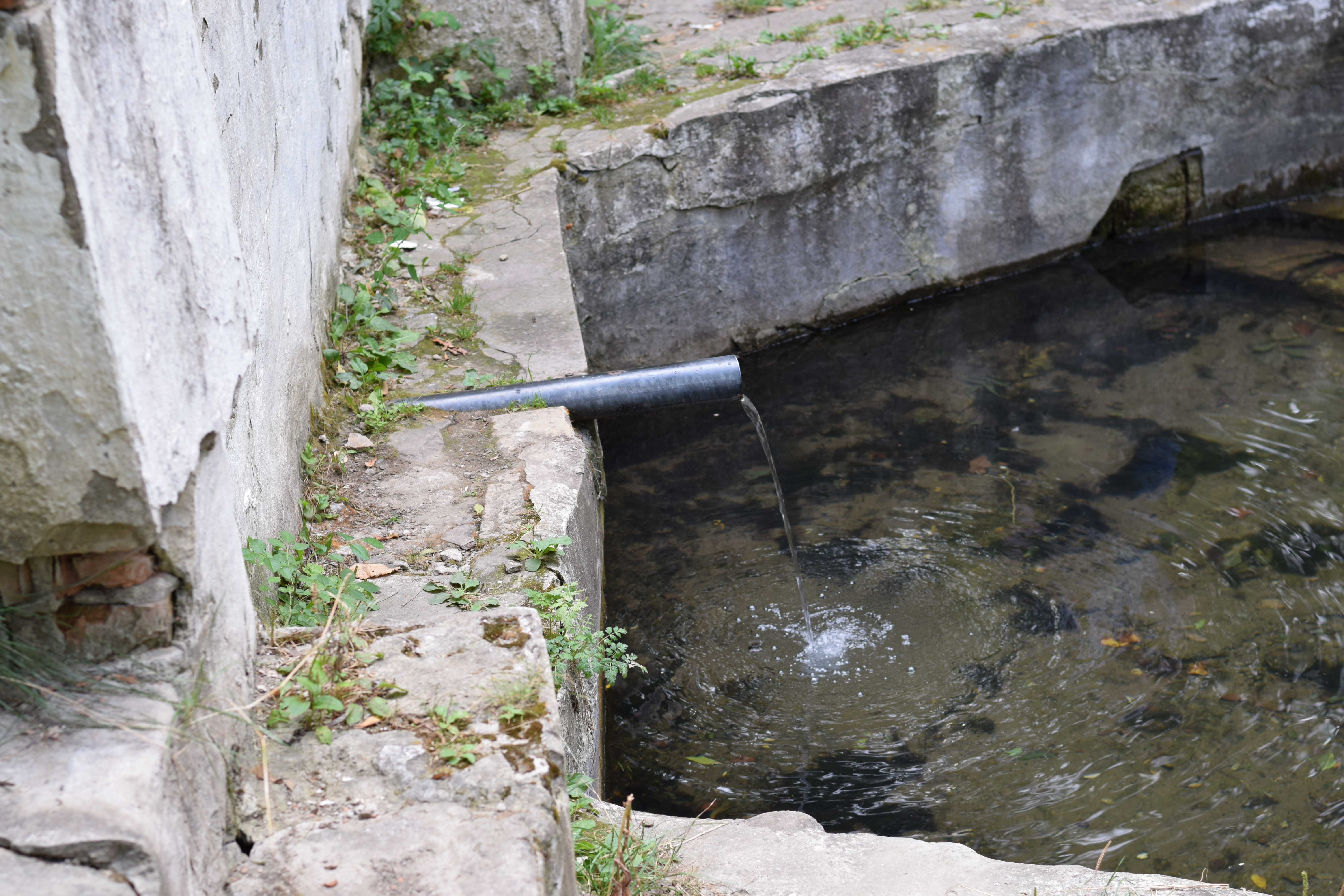
Izvorul.